# Jenoptik
Jenoptik es grupo de optoelectrónica situado en Jena, Turingia, Alemania y desciende de la compañía fundada antes de la guerra, Zeiss.
El negocio está repartido en cinco divisiones: Sistemas Òpticos, Láseres y Procesamiento de Materiales, Metrología Industrial, Seguridad del Tráfico y Defensa & Sistemas Civiles.

## Perfil de la empresa
Formando un grupo de optoelectrónica integrado, Jenoptik opera en cinco divisiones: Sistemas Òpticos, Láseres y Procesamiento de Materiales, Metrología Industrial, Seguridad del Tráfico y Defensa & Sistemas Civiles. Los clientes que tiene en todo el mundo incluyen principalmente empresas de la industria de semiconductores y de equipos para semiconductores, de la industria automovilística y de la industria suministradora de accesorios para automóviles, de la técnica médica, de la técnica de seguridad y así como del sector de la aviación.
Jenoptik tiene aprox. 3.271 empleados y en 2012 generó ventas de aprox. 585 millones de euros (estimación preliminar) El grupo fue creado en 1991 a partir de JENOPTIK Carl Zeiss Jena GmbH. Desde junio de 1998 JENOPTIK AG ha cotizado en la Bolsa de Fráncfort y está incluida en el índice TecDax. Las oficinas centrales del Grupo Jenoptik están en Jena, con sedes principales adicionales en Alemania situadas en Wedel cerca de Hamburgo, Monheim y Ratingen cerca de Dusseldorf, Villingen-Schwenningen, Triptis, la ciudad bávara de Altenstad y Essen. Fuera de Alemania Jenoptik está representada en cerca de 70 países y tiene centros de producción en los EE. UU., Francia y Suiza así como participaciones accionariales en la India, China, Corea y Japón. El Dr. Michael Mertin ha sido el Presidente del Consejo de Dirección de JENOPTIK AG desde el 1 de julio de 2007, y es el responsable de todo el negocio operativo así como de las áreas de estrategia e innovaciones, auditoría, protección de datos, comunicación y marketing, TI, calidad y procesos y, como Director de Recursos Humanos, del personal.
El grupo puede encontrar sus orígenes en la empresa original Carl Zeiss, fundada en Jena en 1846. Después de la Segunda Guerra Mundial, las autoridades de Alemania del Este fundaron la empresa pública Kombinat VEB Zeiss Jena, mientras que la empresa principal de Zeiss se reubicó precipitadamente en Alemania del Oeste. Después de la reunificación alemana, VEB Zeiss Jena se convirtió en Zeiss Jena GmbH, después pasó a llamarse JENOPTIK Carl Zeiss Jena GmbH, antes de que el nombre fuese acortado a Jenoptik GmbH y, en 1996, se cambió a JENOPTIK AG. La marca comercial JENOPTIK es propiedad de JENOPTIK AG.

## Estructura del grupo y actividades de negocio
División de Láseres y Procesamiento de Materiales
Láseres:
- Estructuras de capa epitaxial individual en láminas
- Emisores únicos y de barras para láseres de alta calidad
- Diodos láser de alta potencia fiables
- Láseres en estado sólido innovadores (p. ej. láseres de disco, láseres de fibra)
- Sistemas de láser de alta potencia de impulso y cw

Sistemas de procesamiento con láser:
- para el corte, soldeo y perforación de plásticos, metales, vidrio, cerámica y materiales semiconductores
- para el procesamiento – estructuración, eliminación, separación, taladrado y dopado – de células solares

División de Sistemas Òpticos
- Sistemas optomecánicos y optoeléctricos, módulos y conjuntos
- Componentes ópticos revestidos complejos, asféricos, filtros, lentes de cilindros
- Componentes ópticos difractivos y refractivos, sistemas micro-ópticos
- Sistemas y componentes de cámaras para microscopia digital
- Diodos fotográficos, LEDs y sensores de color

JENOPTIK Optical Systems es la filial norteamericana de la división de Sistemas Ópticos de Jenoptik. JENOPTIK Optical Systems tiene aprox. 125 empleados en Alabama, Massachusetts y Florida con instalaciones para diseñar, fabricar y probar conjuntos de lentes complejos, ópticas difractivas, cámaras infrarrojas, cámaras para microscopios y sistemas de proyección. JOSI cumple con ITAR y tiene certificación ISO.
División de Metrología Industrial
- Aparatos y máquinas de metrolgía de alta precisión
- medición de aspereza, contorno y forma
- medición de eje óptico e inspección de superficie
- tecnología de medición dimensional en proceso y pos-proceso
- control estadístico del proceso (SPC), inspección final y sala de metrología
- aplicación específica para el cliente

División de Seguridad del Tráfico
- Sistemas y componentes (componentes OEM, cámaras, sensores basados en radar y láser, clasificadores)
- Sistemas modulares para control de tráfico (semáforo rojo, velocidad, clasificación de vehículos)
- Servicios (traffic service providing, soluciones de subcontratación, asesoramiento)
- Software

División de Defensa & Sistemas Civiles
- Sistemas electromecánicos para uso en aviación (sistemas de transporte, ascensores, elevadores de rescate)
- Sistemas de generación y distribución de energía eléctrica
- Sistemas de estabilización mecano-electrónicos
- Sensores láser / tecnología infrarroja
- Producción de radomos para radar y revisión de cúpulas giratorias de AWACS para aviones militares